# Tanja Goricanec
Tanja Goricanec (Riazzino, 4 de janeiro de 1990) é uma jogadora de vôlei de praia suíça, medalhista de prata no Campeonato Europeu de 2014 na Itália.

## Carreira
Em 2014 formou dupla com Tanja Hüberli para disputar e conquistar a medalha de prata no Campeonato Europeu de Vôlei de Praia, Masters de Cagliari.No ano de 2016 conquistou o primeiro pódio em uma etapa válida pelo Circuito Mundial ao lado de Nina Betschart, ou seja, a medalha de bronze no Major Series de Klagenfurt.